# Hidráulica Moinhos de Vento
La "Estación de Tratamiento de Aguas de Moinhos de Vento" (aún comúnmente llamada por su antiguo nombre: Hidráulica Moinhos de Vento) es una de las instalaciones del Departamento Municipal de Aguas y Alcantarillado ("DMAE" por sus siglas en portugués), órgano de la Municipalidad de Porto Alegre, capital del estado brasileño de Rio Grande do Sul, y sede de su Dirección General. Su edificio histórico fue incluido en la lista de inmuebles catalogados e inventariados del municipio.
Está ubicada en el barrio Moinhos de Vento.

## Historia
El origen de la Hidráulica Moinhos de Vento está vinculado al proceso de modernización del abastecimiento de agua en Porto Alegre que tuvo lugar a finales del siglo XIX, liderado por la iniciativa privada bajo la supervisión del municipio. En 1885 se autorizó la creación de la Companhia Hidráulica Guaibense (Hidráulica Guaybense en la ortografía de la época), para explotar servicios de abastecimiento de agua a domicilio, captada del lago Guaíba y distribuida sin tratamiento. La empresa fue fundada en 1886 y comenzó a funcionar en 1891, atendiendo a 1.065 hogares.

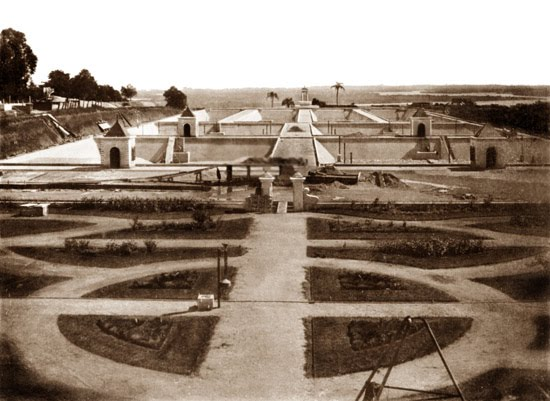
Los Tanques Hidráulicos Guaibenses en 1890

En 1899, la empresa construyó un embalse en las alturas de la región conocida como Moinhos de Vento, aún poco urbanizada, con capacidad para abastecer a 90.000 clientes. El lugar fue ajardinado y se convirtió en una zona de ocio para la población, pasando a conocerse como Caixa d'Água.
El 1 de octubre de 1904, durante el mandato del intendente José Montaury, la empresa fue comprada por el municipio por 423 contos de réis y pasó a denominarse Sección Hidráulica Municipal. El embalse de Moinhos de Vento fue ampliado, y en 1907 comenzó a funcionar la planta de tratamiento de aguas, proyectada por el francés Jules Villain.
En 1920, se contrató a una empresa americana, Ulen and Company, para renovar y modernizar las instalaciones de tratamiento. El 27 de agosto de 1920 se aprobó el proyecto del actual complejo, redactado por Cristiano de La Paix Gelbert en estilo ecléctico, con Charles Lusk a cargo de la ingeniería, y las obras fueron responsabilidad de Theo Wiedersphan. El proyecto aprovechó los embalses existentes y construyó otro, añadió una torre central al edificio principal para albergar un laboratorio de control de la calidad del agua y construyó otro edificio para el tratamiento químico. También se remodelaron y embellecieron los jardines, inspirados en el paisajismo del Palacio de Versalles.Entre 1927 y 1928 se construyó un depósito metálico elevado para el agua de lavado de los filtros, así como la Torre de Bombeo. El complejo fue inaugurado oficialmente el 15 de noviembre de 1928 por el Intendente Alberto Bins, recibiendo el nombre de Hidráulica Moinhos de Vento.

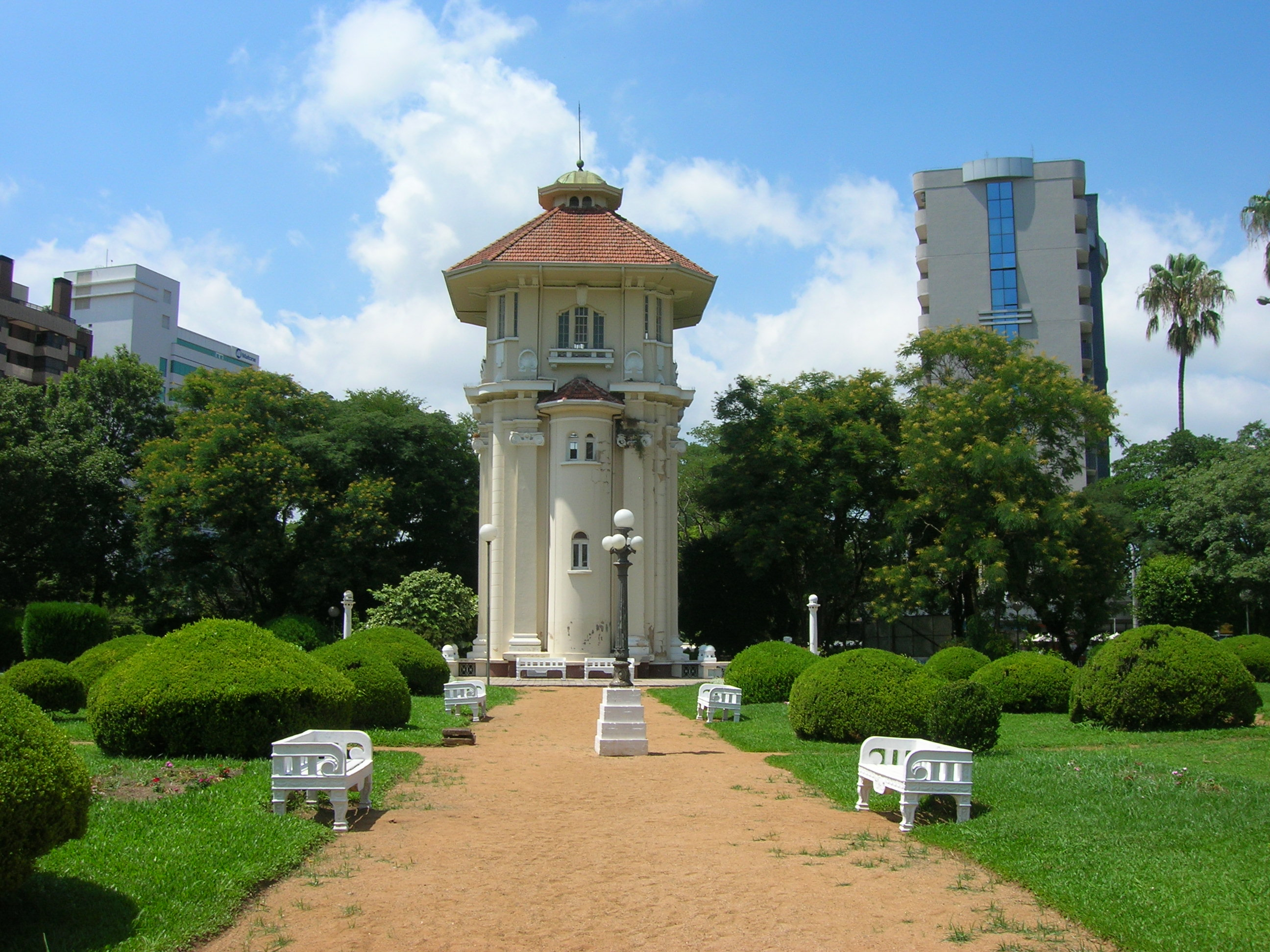
La Torre de Bombeo

En un informe de 1929, el Intendente señalaba que la estética de la Torre de Bombeo no armonizaba con la de los demás edificios, por lo que correspondía a la Comisión de Obras Nuevas estudiar una adaptación. El proyecto fue diseñado por Gelbert, que también añadió estatuas, una fuente y escaleras en los jardines, un pórtico en la entrada y una chimenea ornamentada para evacuar el humo de los motores de bombeo de la Casa del Filtro. La obra fue realizada por Ulen and Company y entregada en 1930.
Hidráulica, con sus agradables jardines, fue uno de los factores que impulsaron el desarrollo y la urbanización de la zona. Con la creación del Departamento Municipal de Aguas y Alcantarillado en 1961, la Hidráulica de Moinhos de Vento fue incorporada a su equipamiento, albergando su Dirección General. En 1969 la Torre de Bombeo fue desactivada.

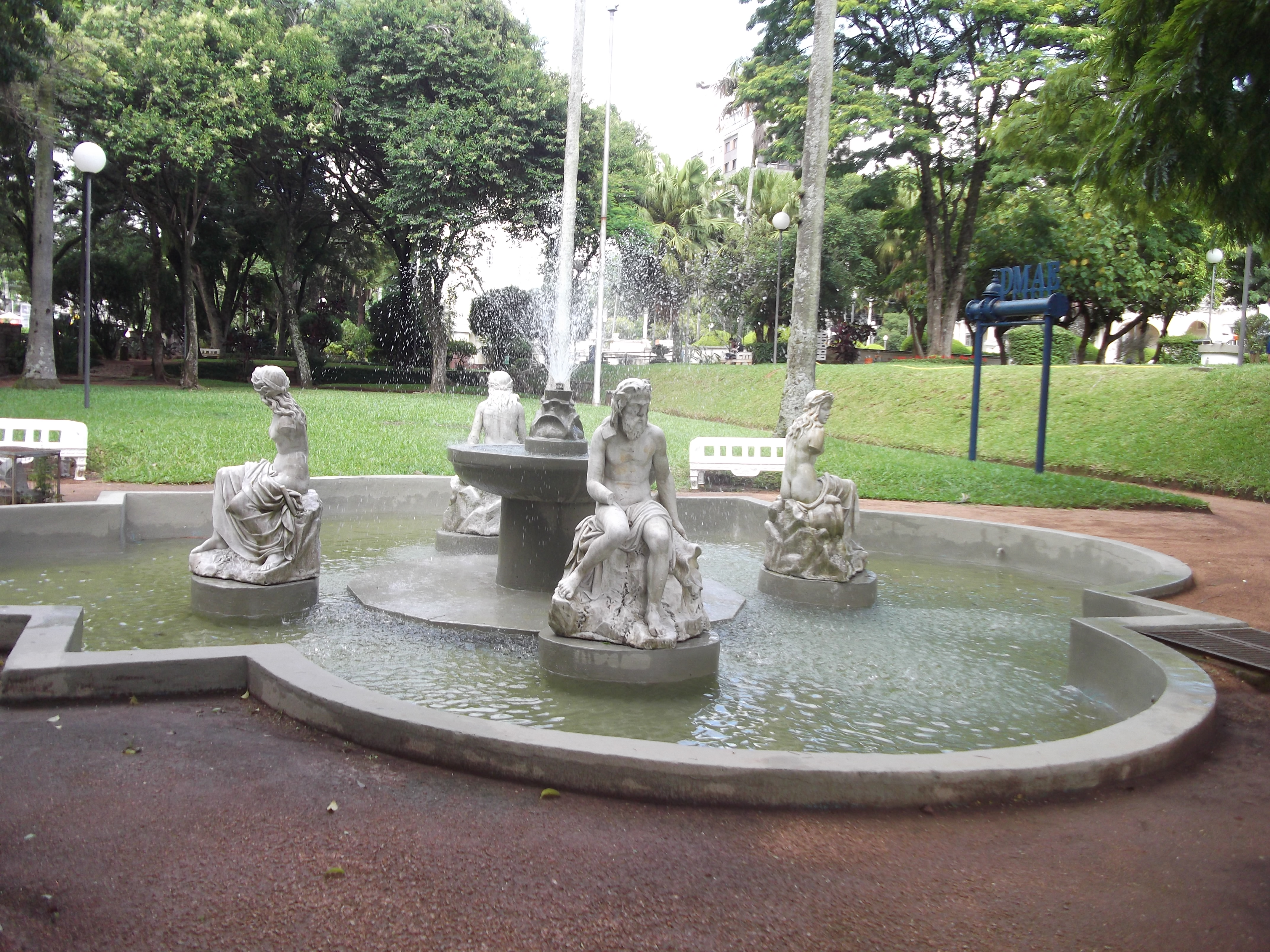
Os Afluentes do Guaíba en los jardines de la Hidráulica

Desde el 15 de diciembre de 1986, como parte de las celebraciones del 25 aniversario del DMAE, Hidráulica alberga el Centro Histórico-Cultural Antônio Klinger Filho, que promueve diversas actividades como veladas y conferencias y cuenta con una galería de arte y una colección de más de 200 obras. El carácter histórico de los edificios favorece las actividades de educación patrimonial, y desde 2012 están incluidos en el itinerario de la Línea de Turismo mantenida por el Ayuntamiento, y desde 2013 están incluidos en la lista de bienes catalogados e inventariados del municipio.
En 2014, la fuente de los jardines pasó a albergar el conjunto de estatuas conocido como Os Afluentes do Guaíba, originalmente parte de una imponente fuente pública instalada en la Praça da Matriz en 1867 y posteriormente trasladada, sin sus fuentes, a la Plaza Dom Sebastião. El proceso de traslado incluyó la limpieza y restauración de las estatuas que habían sufrido mucho vandalismo mientras estuvieron en la Plaza Dom Sebastião pero no se recrearon las partes que faltaban.